# Denyzee
Pour les articles homonymes, voir Giuliano.
 (juillet 2024).
La mise en forme du texte ne suit pas les recommandations de Wikipédia : il faut le « wikifier ».
Les points d'amélioration suivants sont les cas les plus fréquents. Le détail des points à revoir est peut-être précisé sur la page de discussion.
- Les titres sont pré-formatés par le logiciel. Ils ne sont ni en capitales, ni en gras.
- Le texte ne doit pas être écrit en capitales (les noms de famille non plus), ni en gras, ni en italique, ni en « petit »…
- Le gras n'est utilisé que pour surligner le titre de l'article dans l'introduction, une seule fois.
- L'italique est rarement utilisé : mots en langue étrangère, titres d'œuvres, noms de bateaux, etc.
- Les citations ne sont pas en italique mais en corps de texte normal. Elles sont entourées par des guillemets français : « et ».
- Les listes à puces sont à éviter, des paragraphes rédigés étant largement préférés. Les tableaux sont à réserver à la présentation de données structurées (résultats, etc.).
- Les appels de note de bas de page (petits chiffres en exposant, introduits par l'outil «  Source ») sont à placer entre la fin de phrase et le point final[comme ça].
- Les liens internes (vers d'autres articles de Wikipédia) sont à choisir avec parcimonie. Créez des liens vers des articles approfondissant le sujet. Les termes génériques sans rapport avec le sujet sont à éviter, ainsi que les répétitions de liens vers un même terme.
- Les liens externes sont à placer uniquement dans une section « Liens externes », à la fin de l'article. Ces liens sont à choisir avec parcimonie suivant les règles définies. Si un lien sert de source à l'article, son insertion dans le texte est à faire par les notes de bas de page.
- La présentation des références doit suivre les conventions bibliographiques. Il est recommandé d'utiliser les modèles {{Ouvrage}}, {{Chapitre}}, {{Article}}, {{Lien web}} et/ou {{Bibliographie}}. Le mode d'édition visuel peut mettre en forme automatiquement les références.
- Insérer une infobox (cadre d'informations à droite) n'est pas obligatoire pour parachever la mise en page.

Pour une aide détaillée, merci de consulter Aide:Wikification.
Si vous pensez que ces points ont été résolus, vous pouvez retirer ce bandeau et améliorer la mise en forme d'un autre article.
Delphine Giuliano, plus connue sous le pseudonyme de Denyzee, née le 6 mars 1992 à Nice, est une vidéaste web et influenceuse franco-canadienne. Elle vit entre la France et le Québec depuis 2013.
En novembre 2019, elle est la première femme francophone à avoir atteint le million d'abonnés sur YouTube au Canada. En 2020, elle est la chaîne francophone la plus suivie du Québec et du Canada.

## Biographie

### Enfance et éducation
Delphine Giuliano naît le 6 mars 1992 à Nice d'un père ch'ti et d'une mère d'origine italienne . Elle fait ses études dans la mode à Nice, avant d'être diplômée d'une école de formation dans le web.
En 2013, à l'âge de 20 ans, elle décide de partir seule vivre en Amérique du Nord, dans la province de Québec où elle réside depuis.

### Débuts sur Youtube
Depuis l'enfance, Delphine rêve de devenir comédienne. Consciente de la difficulté de réussir dans le milieu, c'est en 2017, en parallèle de son métier d’UX Designer, qu'elle décide de lancer sa propre chaîne YouTube sous le nom de Denyzee, qui fait référence au prénom Denise, son 3ème prénom, et de Nice, sa ville natale. Elle oriente la création de son contenu sur les différences entre la France et le Québec, avec un ton humoristique.

### Carrière
Ayant publié plus de 230 vidéos, elle cumule plus de 2,1 millions d'abonnés sur sa chaîne YouTube en 2022. Elle compte sur Instagram et sur TikTok en décembre 2020 respectivement 481 000 et 718 000 abonnés.
En 2019, elle réoriente son contenu vers la production d'expériences sociales, des pranks[Quoi ?], notamment en se faisant passer pour une poupée Barbie, un homme ou encore Lady Gaga dans la rue. Au travers de ses vidéos de transformations, elle explique "vouloir faire réfléchir les gens sur leur façon de vivre dans le but de décrypter la manière dont la société fonctionne". Elle réalise ses vidéos dans le but de "provoquer la réaction des gens et les aider à sortir de leur zone de confort".
En septembre 2021, elle part en Suisse filmer une série de deux épisodes avec l'explorateur et aventurier Mike Horn.
En 2021, elle sort son premier agenda scolaire Sans limite et en 2022, elle lance son deuxième agenda Impossible. La même année le site québécois Bille.ca la classe #2 des Youtubeurs québécois francophones avec le plus d'abonnés .

### Five Happy
Elle lance en juin 2023 la marque Five Happy, une marque qui vise selon Denyzee elle-même à "réduire les problèmes de santé mentale en incitant les gens à prendre du temps pour eux-mêmes et à trouver le bonheur". La marque est la suite de Electric Sugar, son ancienne marque de vêtement, qui propose des objets anti-stress, de la papeterie, des jeux de cartes, et d'autres produits qui aident à faire un bilan personnel et à évoluer positivement. Denyzee souhaite également passer du virtuel au réel en rencontrant ses abonnés et en créant des projets physiques. Des "pop-up stores expérientiels" sont en préparation pour permettre aux gens d'expérimenter les produits Five Happy.

### Diversification des activités

#### Marque de vêtements
Elle lance en décembre 2020 la marque Electric Sugar, une marque unisexe inspirée du streetwear australien comprenant des messages cachés. Elle annonce au travers d'une vidéo YouTube publiée en mars 2023, que la marque n'existe plus et est remplacée par une autre marque qui serait selon l'influenceuse "plus en accord avec ses valeurs".

#### Livre
En 2021, elle sort son premier agenda scolaire Sans limites, paru aux éditions First.
En 2022, elle lance son 2e agenda (Im)possible .
En 2023, elle sort son premier livre Maintenant ou jamais. Un livre qui permet selon elle d'"aider les gens à aller de l’avant et transformer leur vie en 8 étapes".

#### Musique
En 2021, la youtubeuse signe dans le label de musique STE-4 (Musicor / Québecor) et lance son premier projet musical, le single Diva en collaboration avec le groupe Kingdom Street. Accompagnée par Patrick Donovan et Pamela Lajoie, le vidéoclip atteint 4 000 000 de vues en un mois ,. Le succès s’exporte sur les plateformes de streaming comme Spotify, et Deezer. En 2021, son titre sera numéro 1 des 100 chansons québécoises de langues françaises les plus vues de l’année sur le site YouTube détrônant Corneille, Cœur de pirate, Lennikim ou encore Olivier Dion

## Vie privée
En novembre 2020, elle annonce via une vidéo sur sa chaîne YouTube qu'elle est en couple depuis six ans avec Guillaume, son caméraman. Elle explique qu'elle s'est sentie "obligée de révéler l'identité de son conjoint à la suite des pressions qu'elle recevait sur les réseaux sociaux concernant sa vie sentimentale".
Le 15 août 2021, elle annonce sa séparation avec son petit ami dans une vidéo YouTube, après sept ans de vie commune.

## Distinctions
| Année | Organisateur(s)  | Catégorie                                      | Résultat |
| ----- | ---------------- | ---------------------------------------------- | -------- |
| 2021  | Fanta Fun Awards | Cap ou pas Cap ? Meilleur challenge d'internet | Lauréat  |

## Publications
- Denyzee, Sans limites, Agenda 2021-2022, First, 2021  (ISBN 978-2-412-06735-2)
- Denyzee, (Im)possible, Agenda 2022-2023, First, 2022  (ISBN 978-2-412-07933-1)

## Discographie

### Single
- 2021 : Diva feat. Kingdom Street
- 2021 : Diva (version acoustique)
- 2021 : Appel manqué